# Campionati del mondo di ciclismo su pista juniors
I Campionati del mondo di ciclismo su pista juniors UCI (en. UCI Juniors Track World Championships) sono uno dei campionati del mondo UCI ed assegnano il titolo di Campione del mondo per la categoria junior del ciclismo su pista nelle diverse discipline. Sono gestiti dall'Unione Ciclistica Internazionale (UCI).

## Storia
Fino al 2004, i campionati del mondo su pista juniors erano organizzati come eventi a parte. Tra il 2005 e il 2009 furono accorpati ai Campionati del mondo di ciclismo su strada juniors. Dal 2010 tornarono ad essere organizzati nuovamente a parte.

## Edizioni
| Anno | Nazione          | Città              |
| ---- | ---------------- | ------------------ |
| 1975 | Svizzera         | Orbe e Losanna     |
| 1976 | Belgio           | Liegi              |
| 1977 | Austria          | Vienna             |
| 1978 | Stati Uniti      | Washington         |
| 1979 | Argentina        | Buenos Aires       |
| 1980 | Messico          | Città del Messico  |
| 1981 | Germania Est     | Grimma             |
| 1982 | Italia           | Marsciano e Deruta |
| 1983 | Nuova Zelanda    | Wanganui           |
| 1984 | Francia          | Beuvron            |
| 1985 | Germania         | Stoccarda          |
| 1986 | Marocco          | Casablanca         |
| 1987 | Italia           | Bergamo            |
| 1988 | Danimarca        | Odense             |
| 1989 | Unione Sovietica | Mosca              |
| 1990 | Regno Unito      | Middlesbrough      |

| Anno | Nazione     | Città            |
| ---- | ----------- | ---------------- |
| 1991 | Stati Uniti | Colorado Springs |
| 1992 | Grecia      | Atene            |
| 1993 | Australia   | Perth            |
| 1994 | Ecuador     | Quito            |
| 1995 | San Marino  | San Marino       |
| 1996 | Slovenia    | Novo Mesto       |
| 1997 | Sudafrica   | Città del Capo   |
| 1998 | Cuba        | L'Avana          |
| 1999 | Grecia      | Atene            |
| 2000 | Italia      | Fiorenzuola      |
| 2001 | Stati Uniti | Trexlertown      |
| 2002 | Australia   | Melbourne        |
| 2003 | Russia      | Mosca            |
| 2004 | Stati Uniti | Los Angeles      |
| 2005 | Austria     | Vienna           |
| 2006 | Belgio      | Gand             |

| Anno | Nazione       | Città                 |
| ---- | ------------- | --------------------- |
| 2007 | Messico       | Aguascalientes        |
| 2008 | Sudafrica     | Città del Capo        |
| 2009 | Russia        | Mosca                 |
| 2010 | Italia        | Montichiari           |
| 2011 | Russia        | Mosca                 |
| 2012 | Nuova Zelanda | Invercargill          |
| 2013 | Regno Unito   | Glasgow               |
| 2014 | Corea del Sud | Seul                  |
| 2015 | Kazakistan    | Astana                |
| 2016 | Svizzera      | Aigle                 |
| 2017 | Italia        | Montichiari           |
| 2018 | Svizzera      | Aigle                 |
| 2019 | Germania      | Francoforte sull'Oder |
| 2021 | Egitto        | Il Cairo              |
| 2022 | Israele       | Tel Aviv              |
| 2023 | Colombia      | Cali                  |
| 2024 | Cina          | Luoyang               |